# Isabel Ingram
Isabel Ingram Mayer, née Ingram (7 mars 1902 – 1988) a été la tutrice de l’impératrice consort Wan Rong, femme de Puyi, le dernier empereur de Chine.